# North Cleveland (Texas)
North Cleveland es una ciudad ubicada en el condado de Liberty en el estado estadounidense de Texas. En el Censo de 2010 tenía una población de 247 habitantes y una densidad poblacional de 49,39 personas por km².

## Geografía
North Cleveland se encuentra ubicada en las coordenadas 30°21′45″N 95°6′4″O / 30.36250, -95.10111. Según la Oficina del Censo de los Estados Unidos, North Cleveland tiene una superficie total de 5 km², de la cual 4.93 km² corresponden a tierra firme y (1.5%) 0.08 km² es agua.

## Demografía
Según el censo de 2010, había 247 personas residiendo en North Cleveland. La densidad de población era de 49,39 hab./km². De los 247 habitantes, North Cleveland estaba compuesto por el 73.28% blancos, el 3.64% eran afroamericanos, el 0.4% eran amerindios, el 0.81% eran asiáticos, el 0% eran isleños del Pacífico, el 18.62% eran de otras razas y el 3.24% pertenecían a dos o más razas. Del total de la población el 25.91% eran hispanos o latinos de cualquier raza.